# Ejido
Ejido är en jordbrukssamfällighet i Mexiko, som kännetecknas av kollektivt jordägande och individuellt brukande. Idag betraktas ejido i Mexiko som den traditionella indianska jordägandeformen. Den spanska kolonialväldet ersatte ejido med storgods. Den mexikanska revolutionen 1910-1916 krävde ejidos återinförande, vilket också utlovades i 1917 års mexikanska konstitution. Ejidos började återinföras först 1934 genom president Lázaro Cárdenas jordreform. 1960 tillhörde 24 % av den odlade jorden jordbrukssamfälligheter av ejidotyp.
Den typiska proceduren för att skapa en ejido genomlöpte fyra steg: (1) Småbrukare som arrenderade jord från storgodsägare ansökte hos den federala regeringen om att få bilda en ejido. (2) Den federala regeringen gav godsägaren rätt att yttra sig över denna anhållan. (3) Om regeringen godkände bildandet exproprierades jord från godsägaren. (4) En ejido bildades och de som ansökt hos regeringen utsågs till ejidatarios (samfällighetsmedlemmar) med nyttjanderätt till jorden. Ejidatarios äger inte jorden, men de och deras arvingar har rätt att bruka den lott de tilldelats i evärderlig tid. Jord som står obrukad i mer än två år återgår till samfällighetens förfogande.
1991 såg president Carlos Salinas de Gortari till att den konstitutionella rätten till ejidos avskaffades, med hänvisning till ägandeformens låga produktivitet. Sedan dess har en del samfällighetsmark blivit såld till bolag, men det mesta av jorden tillhör fortfarande ejidos. En del samfälligheter har börjat använda jorden för andra ändamål än för jordbruk.